# Georges Ramaïoli
Georges Ramaïoli, né le 26 juin 1945 à Nice, est un dessinateur et un scénariste français de bandes dessinées. En tant que scénariste, Il signe ses albums sous le pseudonyme de Simon Rocca.

## Biographie
Après des études d’ingénieur, Georges Ramaïoli travaille pendant treize ans pour le ministère de l’équipement (à l’époque les Ponts et Chaussées). À côté de cet emploi officiel, il fait de la bande dessinée. Un jour, un collègue partageant la même passion lui montre une annonce de Nice-Matin dans laquelle un journal de Tahiti recherche des dessinateurs de BD. Il y publie sa première BD rémunérée : O Tupapau.
Après différentes tentatives et publications non rémunérées dans des fanzines, il rencontre Jean Giraud alias Moebius en 1974 lors d'une séance de dédicaces. Le dessinateur projette alors de monter une revue et il raconte à Georges Ramaïoli une histoire courte, lui proposant de la prendre dans leur journal s’il arrive à la mettre en images. La revue ne se fera pas mais le récit Duel à Charity sera publié dans le Charlie Mensuel numéro 67 d’août 1974.
Plus tard, dans son numéro 92 de septembre 1976, Georges Ramaïoli publie un autre récit court, Et une corde pour le bourreau !, scénarisé cette fois par René Durand. Les deux hommes s’étaient rencontrés quelques années plus tôt, à la suite d'une annonce passée par le scénariste dans la revue Actuel. Ensemble ils créent pour les éditions Glénat La Terre de la bombe, publié dans le magazine Le Canard Sauvage. À l’arrêt de ce journal, Glénat lance le magazine Circus, dans lequel le duo d’auteurs publie une nouvelle série : L'Indien français.
C’est fin 1979 - début 1980, alors qu’il dessine conjointement les séries L’Indien Français et La Terre de la bombe, que Ramaïoli abandonne son emploi de fonctionnaire. Il participe à l’élaboration des scénarios. La série La Terre de la Bombe se termine prématurément au cinquième album. Après la parution du septième tome de L’Indien Français, Georges Ramaïoli quitte les éditions Glénat.

### Scénariste
Ramaïoli exerce un temps aux éditions Milan (L'Horus de Neken avec François Corteggiani) et aux éditions Blanco (Ardoukoba, avec Philippe Aubert), il entre aux éditions Lavauzelle et y publie le premier tome de la série Zoulouland. Un an après, les éditions Lavauzelle, à la suite d'une mauvaise gestion, abandonnent la bande dessinée. Georges Ramaïoli se tourne vers l'éditeur  Soleil pour continuer la publication de la série Zoulouland (dix-huit tomes en tout) et que sort le huitième et dernier album de la série L’Indien Français.
Pour cet éditeur, chez qui il devient également directeur de collection, il prend le pseudonyme de Simon Rocca lorsqu’il scénarise pour d’autres dessinateurs, par exemple Gérard Mathieu (Corpus Christi ; deux tomes), Michel Suro, (Barca ; un tome), Jean-Claude Cassini (Bouffe-Doublon ; trois tomes), Thierry Girod (Wanted ; six tomes), André Houot (Le Khân ; cinq tomes), Serge Fino (Starblood ; deux tomes) et Jean-Yves Mitton, avec qui il crée la série Vae Victis (quinze tomes).
Ramaïoli publie sous son nom en tant qu’auteur complet la suite de Zoulouland ainsi que les séries Les Scythes (trois tomes) et La Saga de Bas de cuir (six tomes), adaptation des romans de James Fenimore Cooper.
Après avoir conclu les séries Vae Victis et Zoulouland, Georges Ramaïoli quitte les éditions Soleil. Il publie chez Joker les trois tomes de la série La Légende d’Oregon-Jo, puis entame une nouvelle collaboration avec Jean-Yves Mitton pour la série Colorado. Cette fois, Ramaïoli est le dessinateur et Mitton le scénariste. Le premier album est d’abord publié chez Carpe Diem. Après le dépôt de bilan de cet éditeur, Georges Ramaïoli se lance dans l’auto-édition et publie la suite de la série aux éditions Daric.
Chez cet éditeur, il poursuit également la série Mayas, créée plusieurs années plus tôt en collaboration avec René Durand pour la revue Okapi. Il en réécrit cependant les textes, qui dans la première version s’adressaient à un jeune lectorat.
En plus des séries Mayas et Colorado qui devraient compter cinq tomes chacune, il scénarise pour Julien Barthélémy un récit complet en deux volumes, Victor Hugo et l’affaire des filles de Loth, publié en 2009 aux éditions Clair de Lune.

## Publications

### Séries terminées
- Bouffe-Doublon (scénario : Simon Rocca, dessin : Jean-Claude Cassini, 3 albums en 1999[4], 2000 et 2001[5]). Cycle complet, même si une suite était envisagée.
- L'Indien français (scénario : René Durand, dessin : Georges Ramaïoli, 8 albums de 1978 à 1992).
- Corpus Christi (scénario : Simon Rocca, dessin : Mathieu, 2 albums en 1991 et 1992).Les deux albums forment une histoire complète, d'autres aventures étaient prévues mais n'ont jamais vu le jour.
- Le Khan (scénario : Simon Rocca, dessin : André Houot, 5 albums en 1994, 1995, 1996, 1998 et 1999).
- La Saga de Bas de cuir (scénario et dessin : Georges Ramaïoli, 6 albums en 1995, 1997, 1998, 1999, 2000 et 2001).
- Starblood (scénario : Simon Rocca, dessin : Serge Fino, 2 albums en 1999 et 2000), Soleil Productions[6]. Cette série fut rééditée en 2004 aux éditions Clair de Lune sous le titre John Sorrow.
- La Terre de la bombe (scénario : René Durand, dessin : Georges Ramaïoli, 5 albums en 1979, 1981, 1982, 1984 et 1986).
- Wanted [7] (scénario : Simon Rocca, dessin : Girod, 6 albums en 1995, 1996, 1997, 1999[8], 2000 et 2004). Les 5 premiers albums forment un cycle complet, le tome 6 est à suivre.
- Zoulouland (scénario et dessin : Georges Ramaïoli, 18 albums de 1987 à 2003)[9].
- Mado et Maildur (scénario : René Durand, dessin : Georges Ramaïoli, 2 albums en 1983 et 1984)(recueils d'histoires courtes) (Un 3e album racontant une aventure sur 45 pages a été entièrement dessiné mais jamais publié).
- La légende d’Orégon Jo (scénario et  dessin : Georges Ramaïoli, 3 albums de 2004 à 2006).
- Vae victis ! (scénario : Simon Rocca, dessin : Mitton, 15 albums de 1991 à 2006)[10]. Édition en intégrale en 5 tomes entre 1997 et 2006. Réédition en intégrale en 3 tomes entre 2017 et 2018[11],[12].
- Mayas (scénario et dessin : Georges Ramaïoli, 5 tomes).
- Colorado (scénario et dessin : Georges Ramaïoli ; scénario des tomes 1 à 3 : Mitton), 5 tomes entre 2003 et 2012.

### Séries abandonnées
- Les scythes (scénario et dessin : Georges Ramaïoli, 3 albums entre 1993 et 1994).
- Aathon (scénario : Simon Rocca, dessin : Cèbe, 1 album en 2002).
- Barca (scénario : Simon Rocca, dessin : Michel Suro, 1 album en 1996).
- Le fléau de dieu (scénario : Simon Rocca, dessin : Février, 1 album en 1995).
- L’Horus de Nekhen (scénario : Corteggiani, dessin : Georges Ramaïoli, 2 albums en 1989 et 1990).
- Les maudits (scénario : Simon Rocca, dessin : Bautista, 1 album en 1993).
- L’or de Saba (initialement publié sous le titre "Ardoukoba" en 2 tomes(scénario : Aubert, dessin : Georges Ramaïoli, 3 albums en 1990, 1992 et 1994) Les deux premiers tomes peuvent se lire comme un récit complet. (Il est à noter que les albums 1 et 2 ont été inversés à l'intérieur par les éditions soleil.
- La Princesse Rouge (scénario : Simon Rocca, dessin : Bec, 2 albums en 1995).
- Séminole (scénario : Simon Rocca, dessin : Cassini, 1 album en 2002)[13]. Peut-être considéré comme un one-shot.

### One-shots
- Tome 7 de la série Les grandes batailles de l’histoire en BD : La conquête du Mexique  (scénario : Carbonnel, dessin : Georges Ramaïoli); Larousse, 1984.
- Ouest terne (scénario et dessin : Georges Ramaïoli), Glénat, 1984.